# 룰스 오브 인게이지먼트
《룰스 오브 인게이지먼트》(영어: Rules of Engagement)는 미국에서 제작된 윌리엄 프리드킨 감독의 2000년 전쟁 법정 드라마 영화이다. 토미 리 존스, 새뮤얼 L. 잭슨 등이 출연하였고, 스콧 루딘 등이 제작에 참여하였다.

## 줄거리
베트남 전쟁 중이던 1968년 미국 해병대 테리 칠더스 대위는 포로 한 명을 처형하며 베트남 인민군 장교를 위협해 헤이스 호지스 대위의 진지를 노린 박격포 공격 명령을 취소하게 만들고, 덕분에 호지스는 생존한다.
1996년 지휘관 칠더스 대령이 이끄는 부대는 상륙 준비단 해병 원정대에 속해 서남 아시아에 배치된 와중에 예멘 주재 미국 대사관에서 주예멘 미국 대사 머레인의 가족을 격화된 반미 시위 소요 사태로부터 대피시키라는 명령을 받는다. 구출 도중 저격수가 미군 병사 셋을 사살하자 칠더스는 군중을 향한 발포를 지시하고, 예멘 비정규군과 아이들을 포함한 시민 총 83명이 사망한다.
그 여파로 미국-중동 관계가 급격히 악화되자 미국 국가 안보 보좌관 빌 소컬은 모든 것을 칠더스 탓으로 돌려 관계 회복을 할 생각으로 군에 압박을 넣어 칠더스를 군사 법원에 회부한다. 칠더스는 지난 28년간의 법무병과 근무를 뒤로 하고 은퇴를 준비 중이던 호지스 대령에게 피고측 변호인을 맡아줄 것을 부탁하고, 칠더스에게 목숨을 빚졌다고 느끼는 호지스는 마지못해 이를 승낙한다. 소컬은 무장을 한 군중이 먼저 발포했음을 증거하는 방범 카메라 비디오테이프를 불태우고 머레인에게 증인대에서 위증을 하라고 강요한다.

## 출연진
- 토미 리 존스 - 헤이스 호지스 대령 역
- 새뮤얼 L. 잭슨 - 테리 L. 칠더스 대령 역
- 가이 피어스 - 검사 마크 비그스 소령 역
- 브루스 그린우드 - 빌 소컬 역
- 블레어 언더우드 - 리 대위 역
- 필립 베이커 홀 - H. 로런스 호지스 대장 역
- 니키 캣 - 헤이스 로런스 호지스 3세 역
- 데일 다이 - 페리 소장 역
- 마크 포이어스틴 - 톰 챈들러 대위 역
- 리처드 맥고너글 - 판사 역
- 라이언 허스트 - 허스팅스 대위 역
- 고든 클랩 - 해리스 역
- 앤 아처 - 머레인 부인 역
- 벤 킹즐리 - 머레인 대사 역
- 바오언 콜먼 - 빈레까오 대령 역
- 데이비드 그라프 - 상륙 준비단 지휘관 역

## 기타 제작진
- 배역: 데니즈 채미언
- 미술: 로버트 W. 랭
- 의상: 글로리아 그레셤

## 우리말 녹음
MBC 성우진
- 김기현 - 호지스 (토미 리 존스)
- 박지훈 - 칠더스 (새뮤얼 L. 잭슨)
- 권혁수 - 소컬 (브루스 그린우드)
- 최원형 - 마크 (가이 피어스)
- 김용식
- 김태훈
- 전임복
- 이종오
- 이미자
- 변종필
- 김용준
- 송준석
- 이상범
- 김지영
- 이자옥
- 최한
- 표영재